# Давст

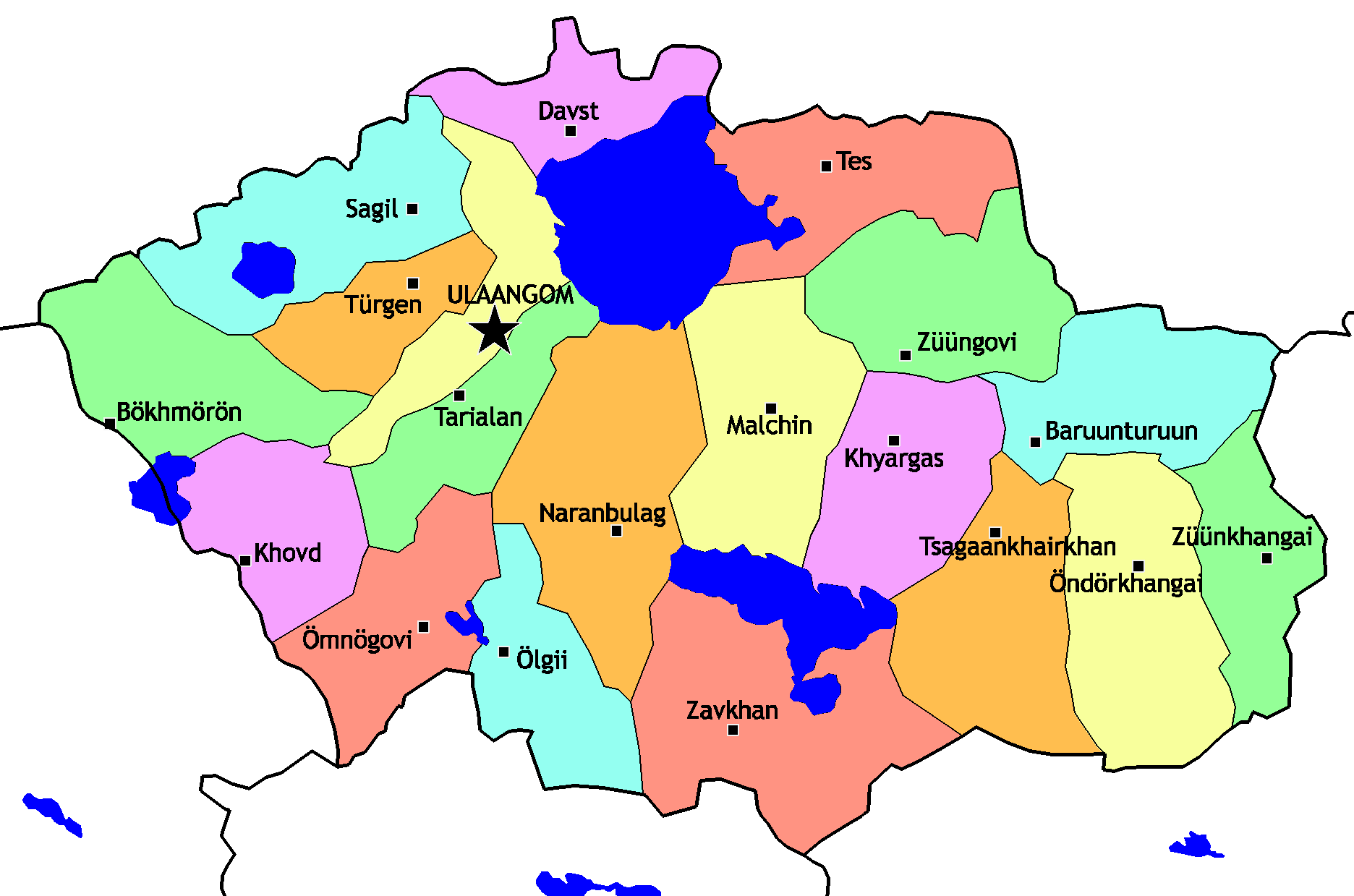
Сомоны аймака Увс

Давст (монг. Давст?, ᠳᠠᠪᠤᠰᠤᠲᠤ?) — сомон аймака Увс, в западной части Монголии.

## История
До обретения независимости Монголии территория сомона Давст входила в состав цинской Внешней Монголии, называлась Зоригту-ханским хошуном, входила в состав Дербет-далай-ханского аймака. После провозглашения независимости Монголии входила в Убсунурский аймак. После административной реформы 1924 года был создан сомон Давст.

## Описание
Площадь сомона составляет — 5,042 тыс. км².  Центр сомона посёлок Зун находится в 1480 км от Улан-Батора, в 137 км от центрального города аймака Улаангом. Есть школа, больница, торговые и культурные центры. Граничит с республикой Тыва Российской Федерации.

### Население
Население сомона Давст составляет около 2500 человек. Большинство населения составляют дербеты, баяты, хотоны.

### Климат
Климат резко континентальный. Ежегодные осадки 170 мм, средняя температура января −34 °C, средняя температура июля + 19 °C. Много осадков выпадает летом в виде дождя, а весной и осенью в виде снега. Зимы достаточно сухие, с небольшими снегопадами.

### Флора и фауна
На территории сомона растут лиственные и берёзовые леса, облепиха, чёрная смородина. Водятся корсаки, рыси, волки, лисы, горные бараны, косули, зайцы.

### Рельеф
Самая высокая точка на территории сомона гора Тэрмэс уул — 1736 м. Через сомон протекают реки Хандгайт, Торхилог в восточной части расположено самое большое озеро Монголии — Убсу-нур. C 2003 года оно является составной частью объекта Всемирного наследия ЮНЕСКО Убсунурского бассейна.

### Полезные ресурсы
На территории сомона добывают каменный уголь и соль.

## Персоналии
- Юмжагийн Цеденбал (17 сентября 1916 — 10 апреля 1991) — государственный и партийный деятель Монгольской Народной Республики, генеральный секретарь Монгольской Народно-Революционной Партии, Маршал МНР (1979).
- Улзийтийн Бадрах — государственный и политический деятель МНР, секретарь Центрального Комитета Монгольской народно-революционной партии[5].